# Calera (Alabama)
Calera er en by i den centrale del af delstaten Alabama i USA. Byen har 16.494 (2020) indbyggere og ligger i de amerikanske counties Chilton County og Shelby County.

## Ekstern henvisning
- Wikimedia Commons har flere filer relateret til Calera (Alabama)
- Officiel hjemmeside